# 1667
| [ Edytuj tabelę ]              | |
| Król Polski                    | - 1648 Jan Kazimierz 1668 |
| Współksiążęta Andory           | - 1664 Melcior Palau i Bosca 1670 - 1643 Ludwik XIV 1715                                                                                  |
| Król Anglii i Szkocji          | - 1660 Karol II 1685 |
| Elektor Bawarii                | - 1651 Ferdynand Maria 1679 |
| Elektor Brandenburgii          | - 1640 Fryderyk Wilhelm 1688 |
| Sułtan Brunei                  | - 1660 Abdul Mubin 1673 |
| Cesarz Chin                    | - 1661 Kangxi 1722 |
| Król Czech                     | - 1657 Leopold I Habsburg 1705 |
| Król Danii                     | - 1648 Fryderyk III 1670 |
| Dalajlama                      | - 1617 Lobsang Gjaco 1682 |
| Cesarz Etiopii                 | - 1632 Fasiledes 1667 - 1667 Jan I 1682                                                                                                   |
| Król Francji                   | - 1643 Ludwik XIV 1715 |
| Król Hiszpanii                 | - 1665 Karol II 1700 |
| Landgraf Hesji-Kassel          | - 1663 Wilhelm VII Heski 1670 |
| Stadhouder Holandii            | - 1650 pierwszy okres bez stadhoudera 1672                                                                                                |
| Szach Iranu                    | - 1666 Safi II 1694 |
| Państwo Wielkich Mogołów       | - 1658 Aurangzeb 1707 |
| Król Irlandii                  | - 1660 Karol II Stuart 1685 |
| Cesarz Japonii                 | - 1663 Reigen 1687 |
| Kalif                          | - 1648 Mehmed IV 1687 |
| Patriarcha Konstantynopola     | - 1665 Parteniusz IV 1667 - 1667 Klemens 1667                                                                                             |
| Władca Korei                   | - 1659 Hyŏnjong 1674 |
| Książę Kurlandii i Semigalii   | - 1642 Jakub Kettler 1682 |
| Książę Liechtensteinu          | - 1627 Karol Euzebiusz 1684 |
| Sułtan Maroka                  | - 1666 Maulaj Raszid 1672 |
| Książę Monako                  | - 1662 Ludwik I 1702 |
| Król Nawarry                   | - 1643 Ludwik XIV 1710 |
| Król Norwegii                  | - 1648 Fryderyk III 1670 |
| Sułtan Omanu                   | - 1649 Sultan I ibn Sajf 1688 |
| Elektor Palatynatu             | - 1648 Karol I Ludwik 1680 |
| Papież                         | - 1655 Aleksander VII 1667 - 1667 Klemens IX 1669                                                                                         |
| Książę Parmy i Piacenzy        | - 1646 Ranuccio II 1694 |
| Król Portugalii                | - 1656 Alfons VI 1683 |
| Książę w Prusach               | - 1640 Fryderyk Wilhelm Wielki Elektor 1688                                                                                               |
| Car Rosji                      | - 1645 Aleksy I 1676 |
| Cesarz Rzymski (niemiecki)     | - 1658 Leopold I Habsburg 1705 |
| Kapitanowie Regenci San Marino | - 1666 Alessandro Belluzzi Pompeo Zoli 1667 - 1667 Lodovico Belluzzi Innocenzo Bonelli 1667 - 1667 Paolo Antonio Onofri Domizio Beni 1668 |
| Elektor Saksonii               | - 1656 Jan Jerzy II Wettyn 1680 |
| Król Szwecji                   | - 1660 Karol XI 1697 |
| Król Tajlandii                 | - 1656 Narai 1688 |
| Sułtan Turków                  | - 1648 Mehmed IV 1687 |
| Doża Wenecji                   | - 1659 Domenico Contarini 1674 |
| Król Węgier                    | - 1655 Leopold I 1705 |
| Książęta Wirtembergii          | - 1628 Eberhard III 1674 |

Rok 1667 / MDCLXVII
stulecia: XVI wiek ~
XVII wiek ~
XVIII wiek

lata: 1657 «
1662 «
1663 «
1664 «
1665 «
1666 «
1667
» 1668
» 1669
» 1670
» 1671
» 1672
» 1677

## Wydarzenia w Polsce
- 30 stycznia – w Andruszowie koło Smoleńska podpisano rozejm polsko-rosyjski, który na 13 i pół roku przerwał wojnę z Rosją. Na jego mocy Rzeczpospolita utraciła na rzecz Caratu lewobrzeżną Ukrainę, ziemie smoleńską, siewierską i czernihowską. Kijów przeszedł w ręce Rosji formalnie na 2 lata, faktycznie – na stałe.
- 6-16 października – wojna z Kozakami i Tatarami: bitwa pod Podhajcami.
- 16 października – ugoda z Tatarami zakończyła walki pod Podhajcami.
- Wybudowano kościół św. Mikołaja w Bączalu Dolnym.

## Wydarzenia na świecie
- 6 kwietnia – Dubrownik został zniszczony przez trzęsienie ziemi.
- 27 kwietnia – z powodu ubóstwa ociemniały angielski pisarz i poeta John Milton sprzedał za 10 funtów prawa do swego epickiego poematu Raj utracony.
- 20 maja – II wojna angielsko-holenderska: zwycięstwo floty angielskiej w bitwie morskiej koło Nevis.
- 24 maja – wybuchła wojna dewolucyjna między Francją a Hiszpanią.
- 2 czerwca – rozpoczęło się konklawe, które na następcę Aleksandra VII wybrało Klemensa IX.
- 12 czerwca – we Francji Jean-Baptiste Denys po raz pierwszy przeprowadził transfuzję krwi.
- 12-14 czerwca – II wojna angielsko-holenderska: bitwa morska pod Medway.
- 20 czerwca – Klemens IX został papieżem.
- 31 lipca – podpisano traktat z Bredy, kończący II wojnę angielsko-holenderską.
- 17 sierpnia – wojna dewolucyjna: wojska francuskie zdobyły twierdzę Lille.
- Francuski minister Jean-Baptiste Colbert ustanawia wysokie cła wwozowe.
- Premiera Raju utraconego Miltona.

## Urodzili się
- 4 lutego – Alessandro Magnasco, włoski malarz i rysownik (zm. 1749)
- 25 marca - Krzysztof Antoni Szembek, polski duchowny katolicki, arcybiskup gnieźnieński i prymas Polski (zm. 1748)
- 26 maja – Abraham de Moivre, matematyk francuski (zm. 1754)
- 27 lipca – Johann Bernoulli, matematyk szwajcarski (zm. 1748)
- 11 sierpnia - Anna Maria Medycejska, wielka księżna Toskanii, elektorowa Palatynatu Reńskiego (zm. 1743)
- 5 września – Giovanni Gerolamo Saccheri, włoski matematyk (zm. 1733)
- 2 listopada – Jakub Ludwik Sobieski, syn Jana III Sobieskiego, jeden z kandydatów podczas elekcji w 1697 (zm. 1737)
- 30 listopada – Jonathan Swift, pisarz angielski, autor Podróży Guliwera (zm. 1745)

## Zmarli
- 12 stycznia – Bernard z Corleone, włoski kapucyn, święty katolicki (zm. 1605)
- 31 stycznia – Jerzy Sebastian Lubomirski, hetman polny koronny, przywódca rokoszu (ur. 1616)
- 20 lutego – Jerónimo Jacinto Espinosa, malarz hiszpańskiego baroku (ur. 1600)
- 27 lutego – Stanisław Rewera Potocki, hetman wielki koronny i wojewoda krakowski (ur. 1589)
- 10 maja – Ludwika Maria Gonzaga, królowa polska, żona Władysława IV Wazy i Jana II Kazimierza (ur. 1611)
- 14 maja – Georges de Scudéry, francuski pisarz (ur. 1601)
- 22 maja – Aleksander VII, papież (ur. 1599)
- 7 lipca – Nicolas Sanson, francuski geograf i kartograf (ur. 1600)
- 3 sierpnia – Francesco Borromini, włoski architekt (ur. 1599)
- 3 września – Alonso Cano, hiszpański rzeźbiarz, malarz, architekt i rysownik okresu baroku (ur. 1601)

## Święta ruchome
- Tłusty czwartek: 17 lutego
- Ostatki: 22 lutego
- Popielec: 23 lutego
- Niedziela Palmowa: 3 kwietnia
- Wielki Czwartek: 7 kwietnia
- Wielki Piątek: 8 kwietnia
- Wielka Sobota: 9 kwietnia
- Wielkanoc: 10 kwietnia
- Poniedziałek Wielkanocny: 11 kwietnia
- Wniebowstąpienie Pańskie: 19 maja
- Zesłanie Ducha Świętego: 29 maja
- Boże Ciało: 9 czerwca